# Via ferrata Berti
La via ferrata Antonio Berti, realizzata nel 1959, rappresenta la prosecuzione della via ferrata Luigi Zacchi, essa infatti parte dal bivacco Ugo Dalla Bernardina (2320 m), raggiungendo in circa un'ora la cima della Schiara a 2565 m. s.l.m. La ferrata, attrezzata con funi metalliche e scalette, non è molto difficile anche se richiede lo stesso molta attenzione. Dalla vetta della Schiara il panorama è mozzafiato: da una parte il Nevegal e la Valbelluna, dall'altra tutte le principali vette dolomitiche.

## Discesa
La discesa dalla cima della Schiara si svolge sulla stretta e attrezzata anticima est, quindi sulle ghiaie e sui prati a est del massiccio. Si arriva dunque al bivio con la "via Ferrata Piero Rossi" (segnavia 514)  che porta al rifugio 7º Alpini passando per il bivacco fisso Bocco-Zago.

## Altre ferrate nella zona
- Via ferrata Gianangelo Sperti
- Via ferrata Luigi Zacchi
- Via ferrata Piero Rossi